# Lavatory Love Machine
"Lavatory Love Machine" сингл до альбому Hellfire Club німецького павер-метал гурту Edguy

## Список композицій
1. "Lavatory Love Machine" - 4:24
2. "Lavatory Love Machine" (Акустична версія) - 4:35
3. "I'll Cry for You" (Europe кавер) - 3:45
4. "Reach Out" - 4:05[1]

Диск також містив відео на пісню "Lavatory Love Machine."

## Учасники
- Тобіас Саммет - вокал
- Тобіас 'Еггі' Ексель - бас-гітара
- Йенс Людвіг - соло-гітара
- Дірк Зауер - ритм-гітара
- Фелікс Бонке - ударні

- Франк Тішер - фортепіано на 'Reach Out'

## Інформація
- За винятком титульного треку, всі пісні були написані ексклюзивно для цього синглу
- У Німеччині сингл був також випущений у строго обмеженій діджіпак версії накладом 3000 копій.
- Треки 1-3 також з'явились у збірці The Singles.
- Сингл зайняв 46 місце у шведському музичному чарті.